# Исанбаево (Илишевский район)
Исанба́ево (баш. Иҫәнбай) — село в Илишевском районе Башкортостана, административный центр Исанбаевского сельсовета.

## История
Село было основано башкирами Киргизской волости Казанской дороги на собственных вотчинных землях. Названо по имени первопоселенца Исянбая Я(Е)нурусова. Его сын Масягут Исанбаев жил в 1726-1817 гг. Его сын Абдулмазит, его сын Габдулвахит, его - Абдрафик и Шагиахмет. Второго сына Масягута звали Халитом, его сыновей — Абдулатифом, Абдуллой. Третий сын Масягута - Мухаметрахим, его сын Абдрахим. По X ревизии здесь насчитывалась 221 душа мужского пола, в т. ч. 160 домохозяев. Из последних в 1896 г. на аульном сходе участвовало 110 человек. Из них на принятом на сходе документе подписались на тюрки 13 башкир (10%), остальные поставили свои тамги. 
В 1843 г. на каждого из 277 вотчинников было засеяно около 2 пудов хлеба (всего 540 пудов). 
Мусульмане имели в своем распоряжении мечеть с «училищем». На берегу Минлишты была мельница.

## Население
| 2002 | 2009 | 2010 |
| ---- | ---- | ---- |
| 645  | ↗675 | ↘523 |

Национальный состав
Согласно переписи 2002 года, преобладающая национальность — башкиры (92 %).

## Географическое положение
Расстояние до:
- районного центра (Верхнеяркеево): 18 км,
- ближайшей ж/д станции (Буздяк): 125 км.

## Религия
В селе есть мечеть.

## Известные уроженцы
- Бадертдинов, Рагиб Марвартдинович (17 августа 1945) — комбайнер колхоз «Октябрь» Илишевского района БАССР, полный кавалер ордена Трудовой Славы.
- Бакирова Светлана Фаритовна — заместитель министра, начальник управления казначейства Министерства финансов Республики Башкортостан.
- Мударисова, Нурия Галихановна (род. 7 ноября 1963) — спортсменка. Мастер спорта России международного класса (1996) по военно-прикладным многоборьям. Выдающийся спортсмен РБ (1999).
- Хасанов Камиль Рифович (19 ноября 1960) — директор Илишевской школы искусств, художественный руководитель, дирижёр духового оркестра МО РЦКУМ Республики Башкортостан, заслуженный работник культуры РБ.

Известные жители
- Яхин, Фазылгаян Фаткулбаянович — Герой Социалистического Труда (1966 год), председатель колхоза «Октябрь» Илишевского района Башкирской АССР.